# Monophysitismus
Der Monophysitismus (von altgriechisch μόνος monos, deutsch ‚einzig‘ und φύσις physis ‚Natur‘) oder auch Miaphysitismus (von μία φύσις eine Natur) ist die christologische Lehre, dass Jesus Christus nach der Vereinigung des Göttlichen und Menschlichen in der Inkarnation nur eine einzige, göttliche Natur habe. Dies steht im Gegensatz zur Zweinaturenlehre, nach der göttliche und menschliche Natur Christi „unvermischt und ungetrennt“ nebeneinander stehen. Auf dem Konzil von Chalcedon 451 wurde die Zweinaturenlehre angenommen und der Monophysitismus verworfen; allerdings wurde dieser in einigen orientalisch-orthodoxen Kirchen weiterhin vertreten.
Die Antichalcedonier selbst wenden sich von jeher gegen die Benennung als „Monophysiten“, die in den Quellen ohnehin erst im 7. Jahrhundert erscheint (und zudem meist in verunglimpfender Absicht), und bevorzugen die Bezeichnung Miaphysiten. Die griechische Wurzel mia bedeutet eins. Dieses Wort betont eher die Einheit als die Einzahl und reflektiert besser die Position, dass in Christus das Göttliche und das Menschliche eine Natur bilden, vereint „ohne Vermischung, ohne Trennung, ohne Durcheinander und ohne Wechsel“, wie eine seit der Spätantike übliche theologische Formel lautet. In ihrer eigenen Wahrnehmung lehnen die Mono- bzw. Miaphysiten die Zweinaturenlehre also nicht prinzipiell ab und gehen durchaus davon aus, Jesus Christus sei Gott und Mensch gewesen – sie nehmen dabei allerdings an, dass sich die beiden Naturen in Christus vollkommen vereint hätten, wobei der göttliche Logos als zweite Person der Trinität der bestimmende Handlungsträger beider Naturen sei. Kyrill von Alexandrien als zentrale Bezugsperson hatte die Göttlichkeit Jesu Christi betont, weil allein Gott Menschen erlösen kann, wie Jesus es tut.
In der Forschung vermeidet man heute oft die missverständliche und parteiische Bezeichnung „Monophysiten“. Vor allem außerhalb der Spezialliteratur ist diese aber immer noch gebräuchlich.

## Geschichte
Schon seit dem Ersten Konzil von Nicäa hatte es Widerstand gegen die Lehre gegeben, wonach göttliches und menschliches Wesen in einer Person vereint sein könnten. Apollinaris von Laodicea lehrte, dass Christus keine menschliche Seele besessen habe, sondern eine Inkarnation des  göttlichen Logos sei. Damit wurde er zum Vorläufer des Monophysitismus.
Dieser entstand im spätantiken Ägypten vor dem Hintergrund von andauernden Rivalitäten zwischen dem Patriarchat von Alexandria und dem von Antiochien als Reaktion auf den Nestorianismus. Diese von der theologischen Schule von Antiochia und vom 428 ernannten Patriarchen Nestorius von Konstantinopel vertretene Lehre besagte, dass die zwei Naturen Christi, die göttliche und die menschliche, in ihm geteilt und unvermischt und nur im Sinne der spätplatonischen Philosophie moralisch verbunden seien. Nestorius leitete daraus die Folgerung ab, dass Maria nicht die Gottesmutter, sondern Christusmutter sei. Auch wenn die Feinheiten dieses Streits für das Kirchenvolk unverständlich waren, entfaltete die Kontroverse starke Leidenschaften: Zum einen verlangte das Erlösungs- und Unsterblichkeitsbedürfnis vor allem der ägyptischen Christen, die altägyptischen mystischen Traditionen anhingen, nach der vollkommenen Göttlichkeit der Christen; dieses Heil schien durch die angebliche „Lehre von den zwei Gottessöhnen“ gefährdet, obwohl deren Vertretern nach der neuplatonischen Auffassung des Zusammenhangs von Geist und Körper die Einheit der Person Christi nicht gefährdet erschien. Zum anderen drohte die bei den orientalischen (vor allem ägyptischen und ostsyrischen) Christen populäre Verehrung der Muttergottes in der Tradition der altorientalischen Mutter-Kind-Mythen und des Mythos von der „ewigen Jungfrau“ in Gefahr zu geraten. Die Haltung der orientalischen Kirchen und des in Ägypten starken Mönchtums, das unter dem erwähnten Einfluss altägyptischer mystischer Traditionen stand, war, dass die Gottheit eine unfassbare Kraft und menschlichem Denken unzugänglich sei; Spekulationen über ihre zwei Naturen verböten sich. Ephraem nannte die Urheber derartiger theologischer Spitzfindigkeiten „Männer, die versuchen, das Feuer zu kosten, die Luft zu sehen und das Licht zu greifen“; ihre Theologie, „diese Motte, die im Verborgenen frisst, stammt von den Griechen“.
Die monophysitische alexandrinische Position und die Lehre von der Gottesmutterschaft Mariae hatten sich 431 im Konzil von Ephesos in Abwesenheit fast aller Anhänger des Nestorios zunächst durchgesetzt, wobei Patriarch Kyrill von Alexandria sich höchst undiplomatischer Methoden bediente. Die verfolgten Nestorianer, die die radikalste Gegenposition zum Monophysitismus vertraten, wanderten ins Sassanidenreich aus und schmolzen zu einer kleinen Sekte um Edessa in Obermesopotamien zusammen. Seit dem 6. Jahrhundert bildeten sie eine eigene anerkannte Kirche und theologische Schule.
Es dauerte lange, bis der Kaiser die Beschlüsse des Konzils von Ephesos bestätigte. Die alexandrinische Theologie überspitzte in der Folge ihre neugewonnene theologische Machtposition. An Apollinaris anknüpfend griff Eutyches in betontem Anti-Nestorianismus die Formel von der „einen Physis des fleischgewordenen Logos“ auf: Die Menschlichkeit Christi sei von der Gottheit aufgesogen worden wie ein Honigtropfen im Meer. Nach ihm ist der Eutychianische Streit (444 bis 451) benannt. Gegen diese Position kämpfen die syrischen Bischöfe weiterhin. Nachdem die „Räubersynode“ von Ephesos 449 mit Brachialgewalt noch einmal die Anerkennung der alexandrinischen Lehre erzwungen hatte, wurde der Monophysitismus 451 unter dem neuen Kaiser Markian durch die katholisch-orthodoxe Kirche beim Konzil von Chalcedon verurteilt.
Dieses Konzil löste ein Schisma zwischen den monophysitischen Kirchen des Ostens und der oströmischen Reichskirche aus. Außer in Ägypten gewann der Monophysitismus in Syrien, Palästina und Armenien an Boden, was mit einer Abwendung von der hellenisierten Oberschicht einherging. Die Nachfolger des schismatischen Patriarchen residieren bis heute in ununterbrochener Linie als koptische Patriarchen von Ägypten. Auch bis ins Reich von Aksum in Äthiopien drang die monophysitische Position und verband sich hier wie in Ägypten mit Zügen traditioneller Volksfrömmigkeit und alten heidnischen Positionen. Die schismatischen Kirchen wurden so zu wirklichen Volkskirchen. 
Auf der anderen Seite stimmte Papst Leo der Große, der mit seinem Tomus ad Flavianum die christologische Formel von Chalcedon von den zwei Naturen Christi mit vorbereitet hatte, fast allen Beschlüssen von Chalcedon zu. Lediglich die Gleichrangigkeit der Kirchen von Rom und Konstantinopel, die das Konzil beschlossen hatte, lehnt die römisch-katholische Kirche bis heute ab.

## Kompromisslösungen
In den 480er Jahren versuchten die byzantinischen Kaiser, eine im Henotikon formulierte Kompromisslösung durchzusetzen, die alle Streitpunkte zwischen orthodoxen und monophysitischen Christen ausblendete und die Beschlüsse von Chalkedon ignorierte; doch dieser Versuch scheiterte und führte statt zu einer Einigung mit den Monophysiten nur zu dem dreißig Jahre (bis 519) währenden akakianischen Schisma mit der römischen Kirche. Auch das Fünfte Ökumenische Konzil von 553 befasste sich noch einmal mit diesem Problem, ohne eine Einigung erzielen zu können. Gleiches galt für die kurzlebige Förderung der monophysitischen Sonderströmung des Aphthartodoketismus durch Kaiser Justinian I. Bereits unter seinem Nachfolger Justin II. kam es wieder zu massiven Verfolgungen der Anhänger des Monophysitismus in Syrien und Ägypten. 
Im frühen 7. Jahrhundert wurde als Versuch einer Kompromisslösung der Monotheletismus entwickelt. Danach besitzt Christus eine göttliche und eine menschliche Natur, beide haben in ihm aber nur einen einzigen, gemeinsamen Willen. Auch dieser Versuch, den Abstand zwischen Monophysitismus und der Position von Chalcedon zu überbrücken, scheiterte. Der Monotheletismus wurde trotz gewisser Unterstützung durch einige Päpste und die byzantinischen Kaiser nach dem Einspruch von Maximus dem Bekenner (ca. 580–662) in der Reichskirche zurückgewiesen. Das Dritte Konzil von Konstantinopel verdammte 680 den Monotheletismus endgültig; nur die libanesischen Maroniten blieben bis zum 13. Jahrhundert Monotheleten.

## Reichspolitische Konsequenzen
Durch das Schisma wurde die Position des byzantinischen Reiches im Konflikt mit dem persischen Sassanidenreich und vor allem während der Expansion der Araber nach Ansicht vieler Forscher geschwächt. Ein Ausgleich zwischen Konstantinopel und den wirtschaftlich und militärisch wichtigen syrischen und ägyptischen Provinzen gelang gerade in dieser wichtigen dogmatischen Frage nicht. 
Die Ursachen sind nicht nur in den vordergründigen theologischen Gegensätzen, sondern im alten Gegensatz zwischen rational-spekulativem griechischen Denken und mystischer orientalischer Überlieferung sowie in den Separations- und Enthellenisierungbestrebungen Syriens und des koptischen Ägyptens zu suchen. In Ägypten wurde das Koptische zur Sprache der Theologen und radikalisierten Mönche. Es kam zu monophysitischen Aufständen gegen die Fremdherrschaft in Gestalt der hellenisierten Oberschichten mit ihren Vorrechten. Die Regierung in Konstantinopel, vor allem Kaiser Justinian, reagierte schon auf Akte des geistigen Abfalls mit weltlicher Gewalt, ihre Zivilverwaltung wurde zum verlängerten Arm der Orthodoxie. Innerlich uneins und vom erbitterten Krieg gegen den Sassanidenkönig Chosrau II. geschwächt, verlor Ostrom die östlichen, orientalisierten Reichsgebiete und bald auch Ägypten und Nordafrika an den Islam. 
Paradoxerweise stärkte der Verlust dieser Gebiete mittelfristig das Reich, das an innerer Gleichförmigkeit gewann: Mit dem Verschwinden des religiösen Konflikts und der eindeutigen Dominanz der Orthodoxie gingen die orientalischen Einflüsse zurück. Das sich nun formende mittelbyzantinische Reich hellenisierte sich rasch angesichts des steigenden Anteils griechisch Sprechender unter der verbleibenden Bevölkerung.
Doch zugleich bereitete das siegreiche Dogma von den beiden untrennbaren Naturen Jesu wahrscheinlich den Boden für den im 8. Jahrhundert ausbrechenden zerstörerischen byzantinischen Bilderstreit und für die Ausbreitung des Paulikianertums im Osten des Reiches. Unter den Prämissen der untrennbaren, aber nicht zu vermengenden beiden Naturen Christi und der Wesensgleichheit von Bild und Dargestelltem wäre eine bildliche Darstellung Christi auch ein Versuch der Darstellung seiner unfassbaren Göttlichkeit, also eine Häresie wie die der Anhänger des Monophysitismus. Bilderfreunde wie Patriarch Nikephoros I. hingegen unterschieden zwischen dem Bild und dem dargestellten Gegenstand und argumentierten, die Darstellung Jesu in dessen menschlicher Gestalt unterstreiche die Realität seiner Menschwerdung, die Fleischwerdung des Logos.

## Heutige miaphysitische Kirchen
Im 20. Jahrhundert näherten sich die monophysitischen Kirchen sowohl untereinander als auch den Östlich-Orthodoxen Kirchen wieder stärker an. Theologen beider Konfessionen sind inzwischen zur Einsicht gelangt, dass durch Sprachunterschiede verursachte verschiedene Ansichten über die Bedeutung des Wortes „Natur“ (phýsis) wesentlich zu dem Streit beigetragen hatten und dass in vieler Hinsicht beide Seiten mit verschiedenen Wörtern jeweils das gleiche ausdrücken wollten. In den grundlegenden Streitfragen herrscht inzwischen weitgehender Konsens.
Die heutigen altorientalischen Kirchen, die in gegenseitiger Kommunion stehen (d. h. sich gegenseitig anerkennen und ihre Gläubigen wechselseitig zur Eucharistie zulassen), sind
- die Koptische Kirche, vorwiegend in Ägypten,
- die Syrisch-Orthodoxe Kirche von Antiochien mit autonomem „Katholikat von Indien“
- die Malankara Syrisch-Orthodoxe Kirche, ein autonomes „Katholikat von Indien“ der vorstehenden Syrisch-Orthodoxen Kirche von Antiochien
- die Malankara Orthodox-Syrische Kirche von Indien,
- die Äthiopisch-Orthodoxe Tewahedo-Kirche,
- die Eritreisch-Orthodoxe Tewahedo-Kirche und
- die Armenische Apostolische Kirche.